# Грибовская волость
Грибовская волость — административно-территориальная единица в составе Жиздринского уезда (c 1922 — Бежицкого уезда).
Административный центр — деревня Грибовка, позднее село Мокрое.

## История
Волость образована в ходе реформы 1861 года и первоначально входила в Жиздринский уезд Калужской губернии.
Население волости составляло в 1880 году — 6891, в 1896 — 7989, в 1913 — 11983, в 1920 — 11229 человек.
По данным на 1896 год в волости имелись две церковно-приходские школы (Милеево и Мокрое), две земские (Хотожа и с. Шаровичи) и школа грамоты (Ветмица). К 1913 году число школ увеличилось до пяти церковно-приходских и четырёх земских.
В 1920 году она вместе со всем Жиздринским уездом вошла в состав Брянской губернии, а 9 мая 1922 года была передана в Бежицкий уезд той же губернии и не позднее 1924 года объединена с соседними Семиревской, Дулевской и Бутчинской волостями в укрупнённую Мокровскую волость.
В настоящее время бо́льшая часть территории бывшей Грибовской волости находится в составе Куйбышевского района Калужской области; несколько населённых пунктов входят в Рогнединский район Брянской области.

## Населённые пункты
В 1896 году в состав Грибовской волости входили следующие населённые пункты:
- хут. Антипенков,
- д. Барсучки,
- д. Белый Холм,
- д. Березовка,
- д. Большая Лутна,
- д. Бутовка (Свиридовка),
- д. Верхние Барсуки,
- д. Верхний Студенец,
- д. Ветмица,
- д. Воскресенск (Голодаевка),
- д. Высокая (Прилепы),
- д. Грибовка (Погорельцы),
- х. Дмитриевка (Рождественка),
- д. Дубровка,
- д. Зимницы,
- д. Иноча,
- д. Красниково,
- д. Малая Лутна,
- д. Милеево,
- с. Мокрое,
- д. Муравьевка (Дрынь),
- д. Нижние Барсуки,
- д. Нижний Студенец,
- д. Новая (Новая Чипляевка, Кукаревка),
- д. Новики (Королевка),
- д. Новосергиевка (Присняки),
- д. Падерки,
- д. Погребки,
- д. Подковка (Бунево),
- д. Садовище,
- с-цо Семичевка,
- д. Соловьевка,
- д. Теребивля,
- д. Хотожа,
- д. Черная (Черкасы),
- д. Шаровичи,
- с. Шаровичи,
- д. Шиловка,

К 1913 году были образованы также хутора Галичевка, Грибовских, Ефимкиных, Зеленовка и Никитина.